# Ophiorrhiza caudipetala
Ophiorrhiza caudipetala är en måreväxtart som beskrevs av Debendra Bijoy Deb och Durga Charan Mondal. Ophiorrhiza caudipetala ingår i släktet Ophiorrhiza och familjen måreväxter.
Artens utbredningsområde är Assam (Indien). Inga underarter finns listade i Catalogue of Life.